# 錦岡駅
錦岡駅（にしきおかえき）は、北海道苫小牧市宮前町3丁目にある北海道旅客鉄道（JR北海道）室蘭本線の駅である。駅番号はH21。電報略号はニオ。事務管理コードは▲130323。

## 歴史

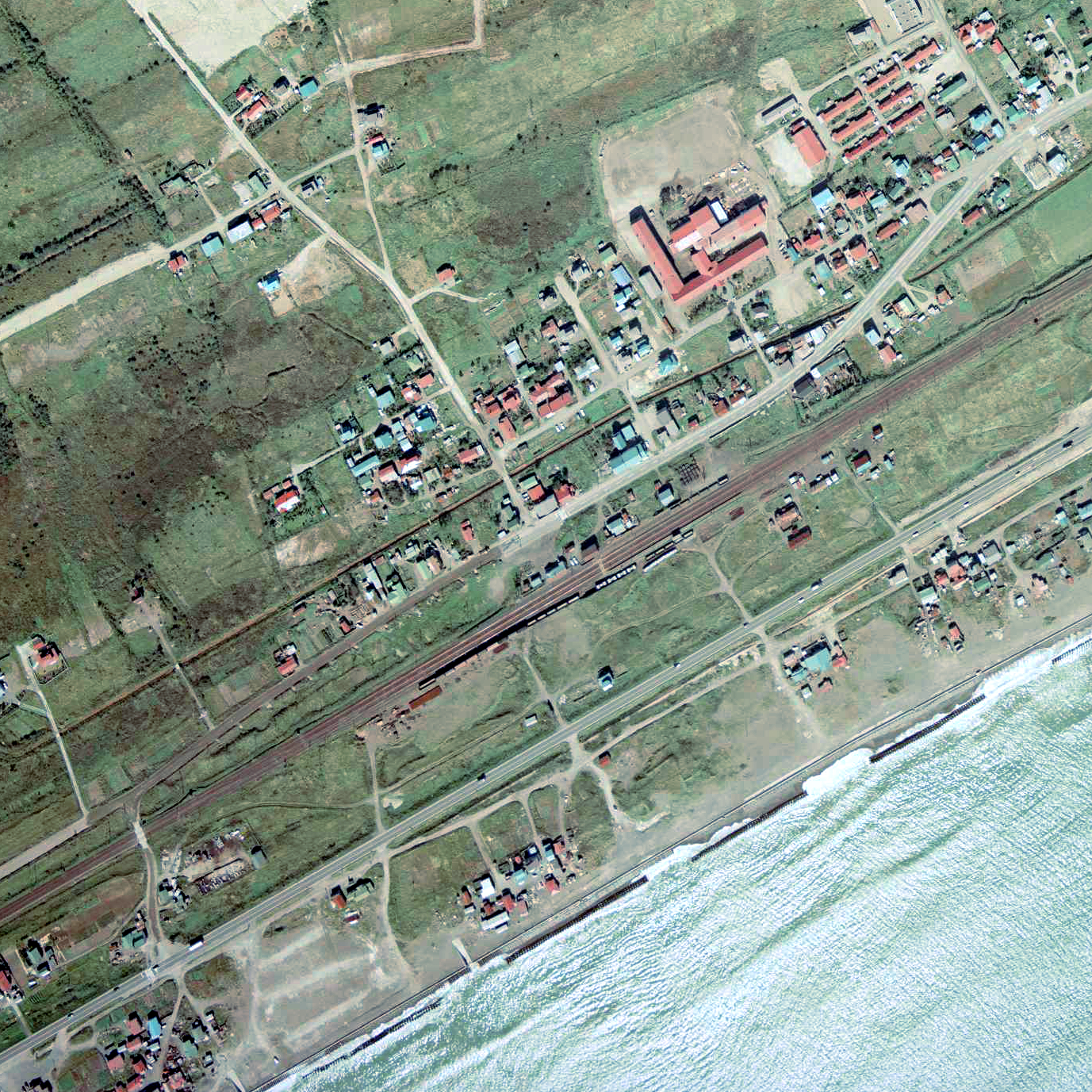
1975年の錦岡駅と周囲約750m範囲。左下が東室蘭方面。

- 1898年（明治31年）2月1日：北海道炭礦鉄道の錦多峰駅（にしたっぷえき）として開業[4]。一般駅[1]。
- 1906年（明治39年）10月1日：北海道炭礦鉄道の鉄道路線国有化により、官設鉄道に移管。
- 1917年（大正6年）11月：駅舎改築[5]。
- 1950年（昭和25年）9月10日：錦岡駅に改称[6]。
- 1952年（昭和27年）：駅舎改築[5]。
- 1980年（昭和55年）5月15日：貨物取扱い廃止[1]。直営駅から業務委託駅となる[7]。
- 1984年（昭和59年）
  - 2月1日：荷物取扱い廃止[1]。
  - 3月31日：駅員無配置駅となる[2]。
- 1987年（昭和62年）4月1日：国鉄分割民営化によりJR北海道に継承[1]。
- 1994年（平成6年）
  - 8月16日：駅舎焼失[8]。
  - 12月1日：駅舎改築[8]。

### 駅名の由来
旧名の錦多布は現在の錦多布川のアイヌ語語名に由来し、現在の名称はこれを基にした和名である。
その原義について、アイヌ語研究者の永田方正は「樹木収縮する処」としたが、これについて山田秀三は「例の少ない地名でよく分からない」として、「ニウㇱタㇷ゚（ni-us-tap」（木・多い・山）からという解釈を試案として示している。
1944年（昭和19年）に簡略化され、錦岡に改められた。1990年（平成2年）10月1日に住居表示が実施され、現在の宮前町となった。

## 駅構造
相対式ホーム2面2線を有する地上駅。互いのホームは跨線橋で連絡している。2線の間にホームのない待避線が1本あり、折り返し設備がない糸井駅を発着する普通列車の折り返しに用いられるほか、貨物列車の待避にも使用される。
駅舎は北側の少々高台となっている場所に建てられており、スロープが設置されている。苫小牧駅が管理する無人駅であり、簡易自動券売機が設置されている。かつては現在の3倍ほどの規模の駅舎で、駅員事務所もあったが、旧駅舎は火災で焼失している。

### のりば
駅舎側より記載。
| 番線 | 路線      | 方向 | 行先             |
| ---- | --------- | ---- | ---------------- |
| 2    | ■室蘭本線 | 下り | 苫小牧・札幌方面 |
| 1    | ■室蘭本線 | 上り | 東室蘭・室蘭方面 |

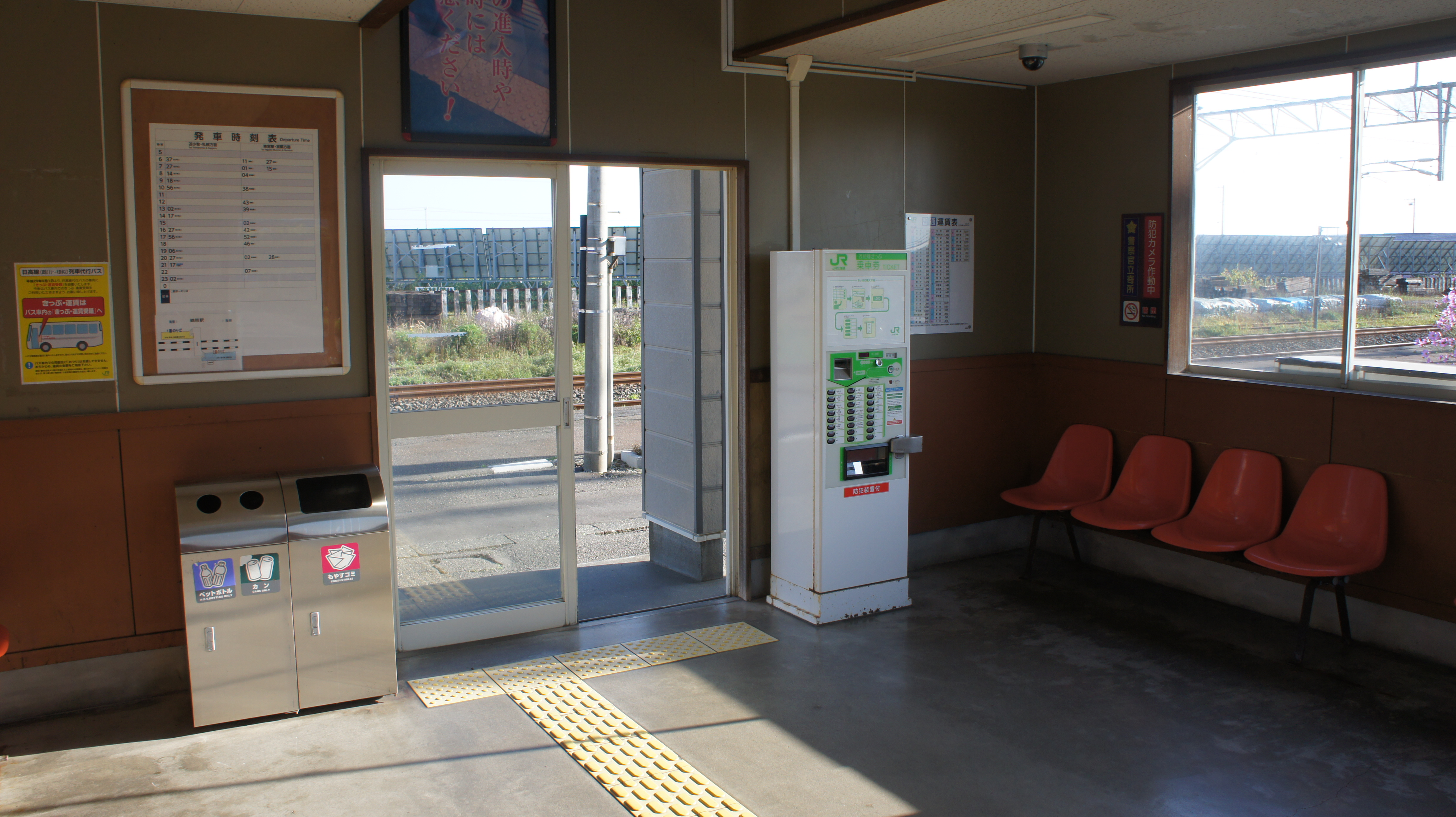
待合室（2017年9月）
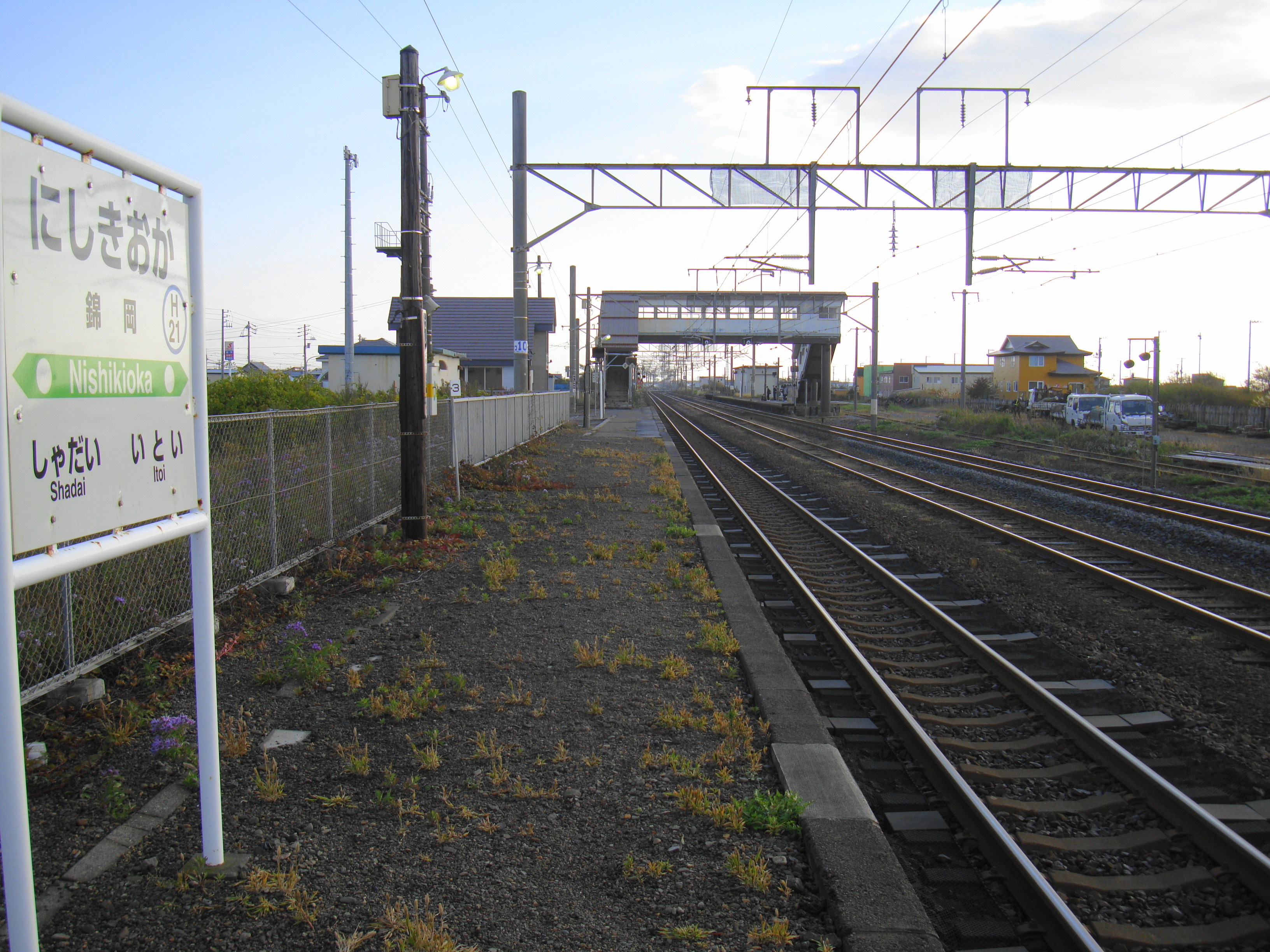
ホーム（2011年10月）
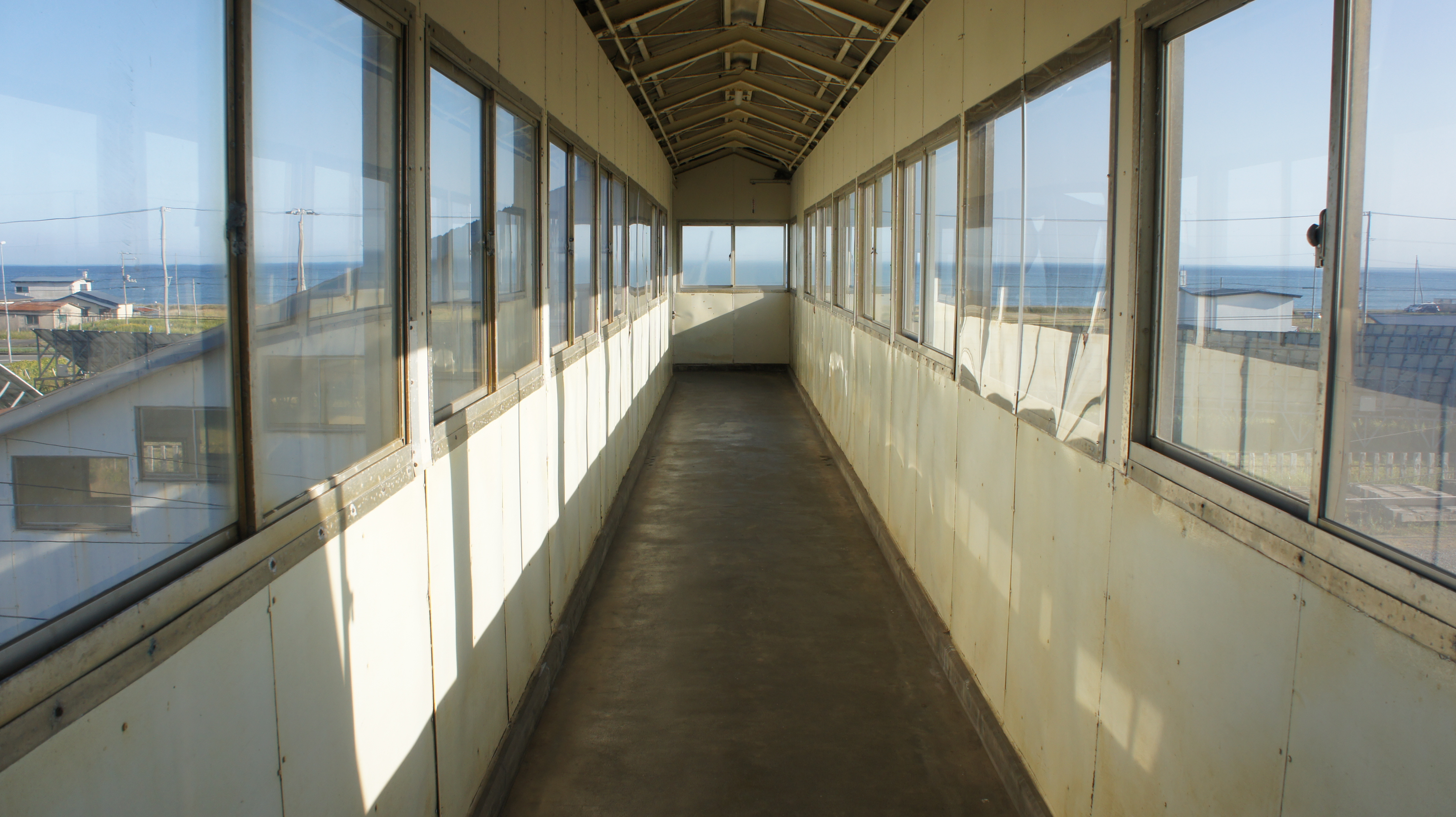
跨線橋（2017年9月）
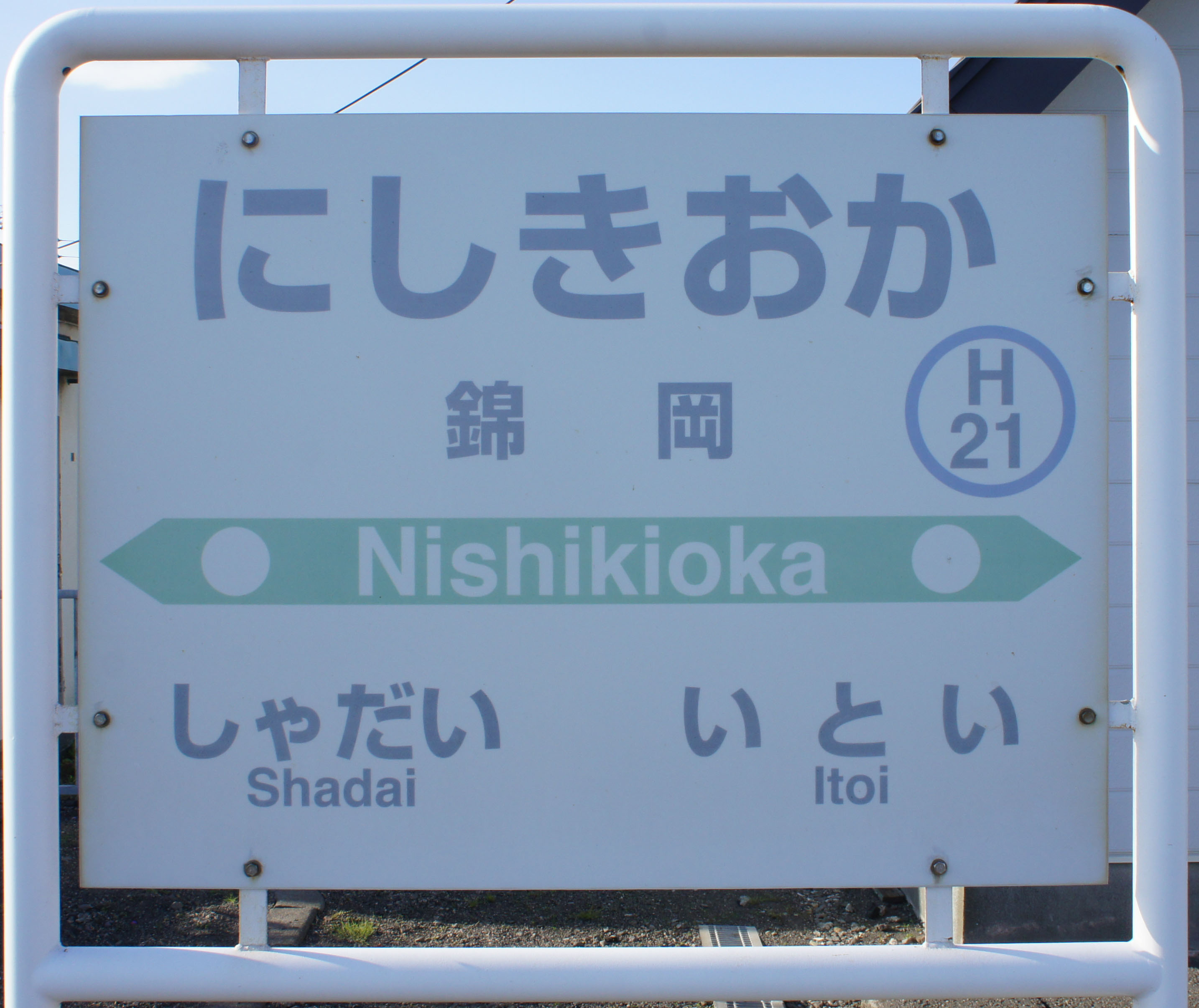
駅名標（2017年9月）

## 利用状況
1日の平均乗降人員は以下の通りである。
| 乗降人員推移 | 乗降人員推移 |
| 年度         | 1日平均人数  |
| ------------ | ------------ |
| 2011         | 664          |
| 2012         | 658          |
| 2013         | 646          |
| 2014         | 580          |

## 駅周辺
駅周辺は住宅街となっている。
- 国道36号
- 苫小牧警察署錦岡交番
- 錦岡郵便局
- 苫小牧信用金庫錦岡支店
- 室蘭信用金庫錦岡支店
- 北洋大学
- 苫小牧工業高等専門学校
- 北海道苫小牧南高等学校
- 苫小牧市立凌雲中学校
- 苫小牧市立錦岡小学校
- 道南バス（旧苫小牧市営バス）「錦岡駅前」停留所

## 隣の駅
北海道旅客鉄道（JR北海道）
■室蘭本線
社台駅 (H22) - 錦岡駅 (H21) - 糸井駅 (H20)